# Battaglia di Montebello (1859)
La battaglia di Montebello fu il primo evento di una certa rilevanza della seconda guerra d'indipendenza italiana e la prima vittoria dei franco-piemontesi sugli austriaci. Si combatté il 20 maggio 1859 a Montebello, pochi chilometri a est di Voghera, obiettivo finale di una robusta azione di ricognizione austriaca.
La battaglia fu la prima prova della mancanza di coordinamento e organizzazione strategica delle forze austriache comandate dal generale Ferenc Gyulay, della superiorità tattica delle truppe francesi e dell'osmosi fra queste e quelle piemontesi, tutte comandate dall’imperatore francese Napoleone III.

## Dall’inizio delle ostilità a Montebello
Nel pomeriggio del 23 aprile 1859 l'Austria fece consegnare al capo del governo del Regno di Sardegna, Camillo Benso, conte di Cavour, l’ultimatum che intimava ai piemontesi di smobilitare l’esercito entro tre giorni. Il Regno di Sardegna rifiutò e le trattative si interruppero per lasciare lo spazio alle armi. Tuttavia, alla scadenza dell’ultimatum, l'esercito dell’imperatore Francesco Giuseppe non si mosse.
L’esercito austriaco nel Lombardo-Veneto era costituito dalla 2ª Armata comandata dal generale Ferenc Gyulay, composta inizialmente da oltre 100 000 uomini. Essa si trovava concentrata con i suoi 5 corpi sul basso Ticino, fra Bereguardo e Pavia. A fronteggiarla si trovavano le 6 divisioni piemontesi di re Vittorio Emanuele II di Savoia con circa 60 000 uomini. Il grosso di queste truppe era schierato fra Alessandria e Valenza, sulla sponda destra del Po.
Sebbene in posizione così favorevole, la maggior parte degli austriaci non entrò in Piemonte che il 30 aprile. Il maresciallo Gyulai pensava infatti che il miglior modo per condurre la guerra fosse quello di attendere gli altri corpi d'armata previsti (2 in arrivo più altri 2) e solo allora prendere l'offensiva. L’avanzata su Torino cominciò infatti solo la mattina del 7 maggio. Essa fu condotta dal 7º Corpo d'armata del generale Friedrich Zobel che avanzò verso ovest, oltre il Sesia, dopo aver occupato Vercelli. L'esercito piemontese rimase invece sulle sue posizioni a sud-est dell'avanguardia austriaca. Contemporaneamente però, onorando la sua alleanza difensiva con il Piemonte, la Francia, faceva affluire il 3º e il 4º Corpo verso l’Italia. Obiettivo delle truppe francesi era quello di raggiungere Alessandria e unirsi alle forze sabaude. I due corpi erano comandati rispettivamente dai generali François Certain de Canrobert e Adolphe Niel.
Le truppe di Napoleone III di Francia arrivavano in Piemonte o attraversando il passo del Moncenisio a piedi fino a Susa dove la ferrovia le trasportava a Torino e da lì ad Alessandria, oppure via mare imbarcandosi a Marsiglia per poi sbarcare a Genova.
A causa del continuo afflusso di forze nemiche, il 9 maggio la 2ª Armata austriaca interruppe l'avanzata e si concentrò presso Mortara (fra la Sesia e il Ticino, a circa 27 km a sud-est di Vercelli). Lo stesso giorno il 3º e 4º corpo francesi erano confluiti ad Alessandria quasi completamente. Nello stesso tempo il 1º e il 2º corpo francesi si dislocavano ancora più a sud, sullo Scrivia, presso Serravalle e Novi Ligure. Senza contare questi ultimi due corpi, le 10 divisioni austriache fronteggiavano ora 6 divisioni piemontesi e quasi 7 francesi: nel timore di essere aggirate da sud le truppe di Gyulay cominciarono a ritirarsi verso est.

## La battaglia

### I piani e l’avanzata austriaci

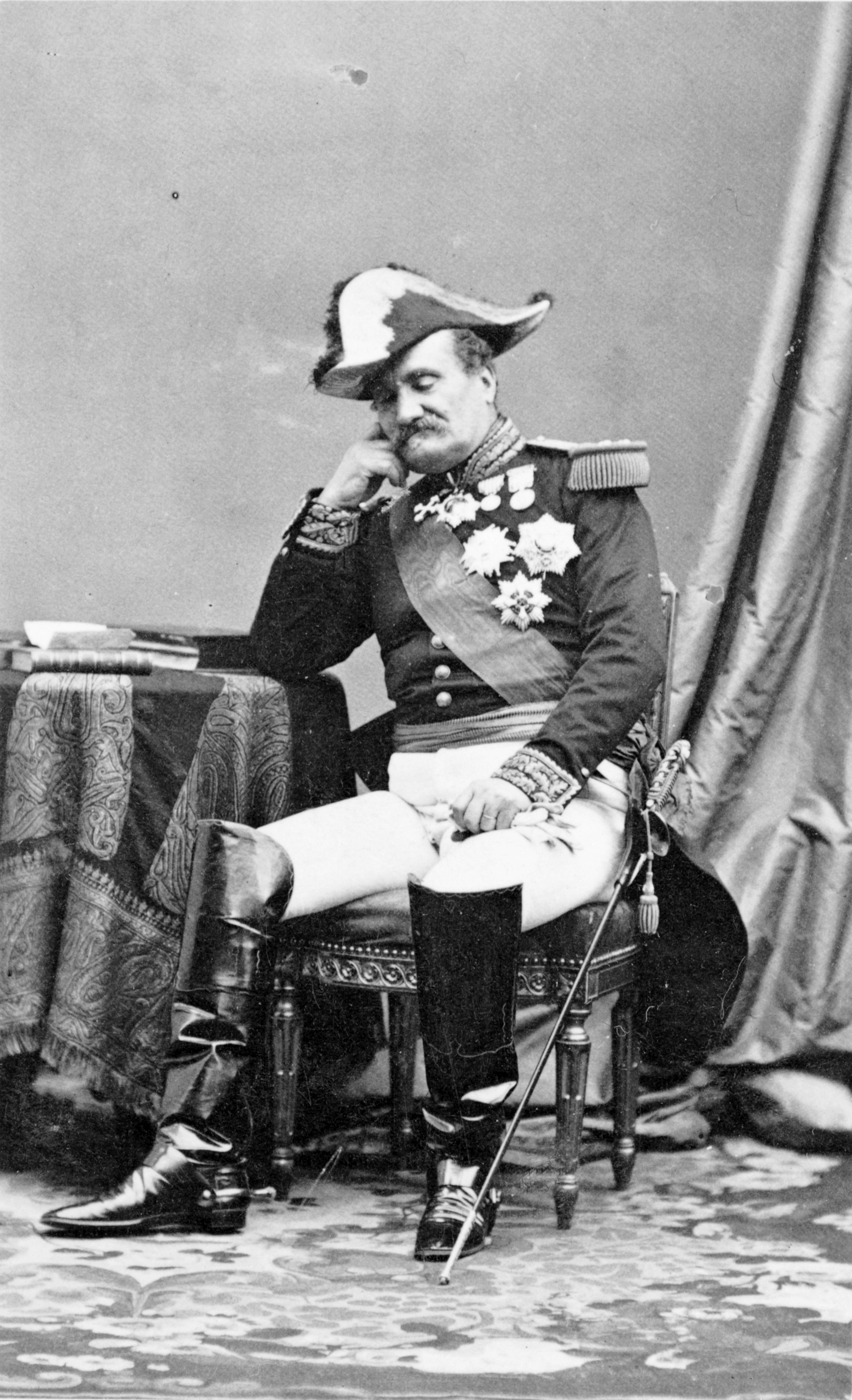
Il generale Élie Frédéric Forey fu il comandante della divisione francese impegnata nella battaglia.

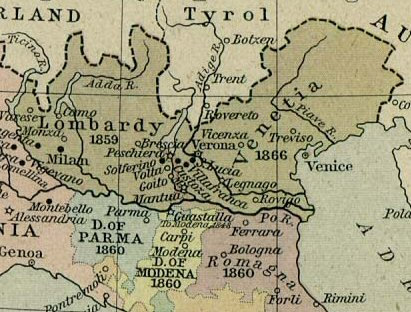
Il Lombardo-Veneto austriaco, teatro delle operazioni del 1859. A sinistra il Regno di Sardegna e Montebello.

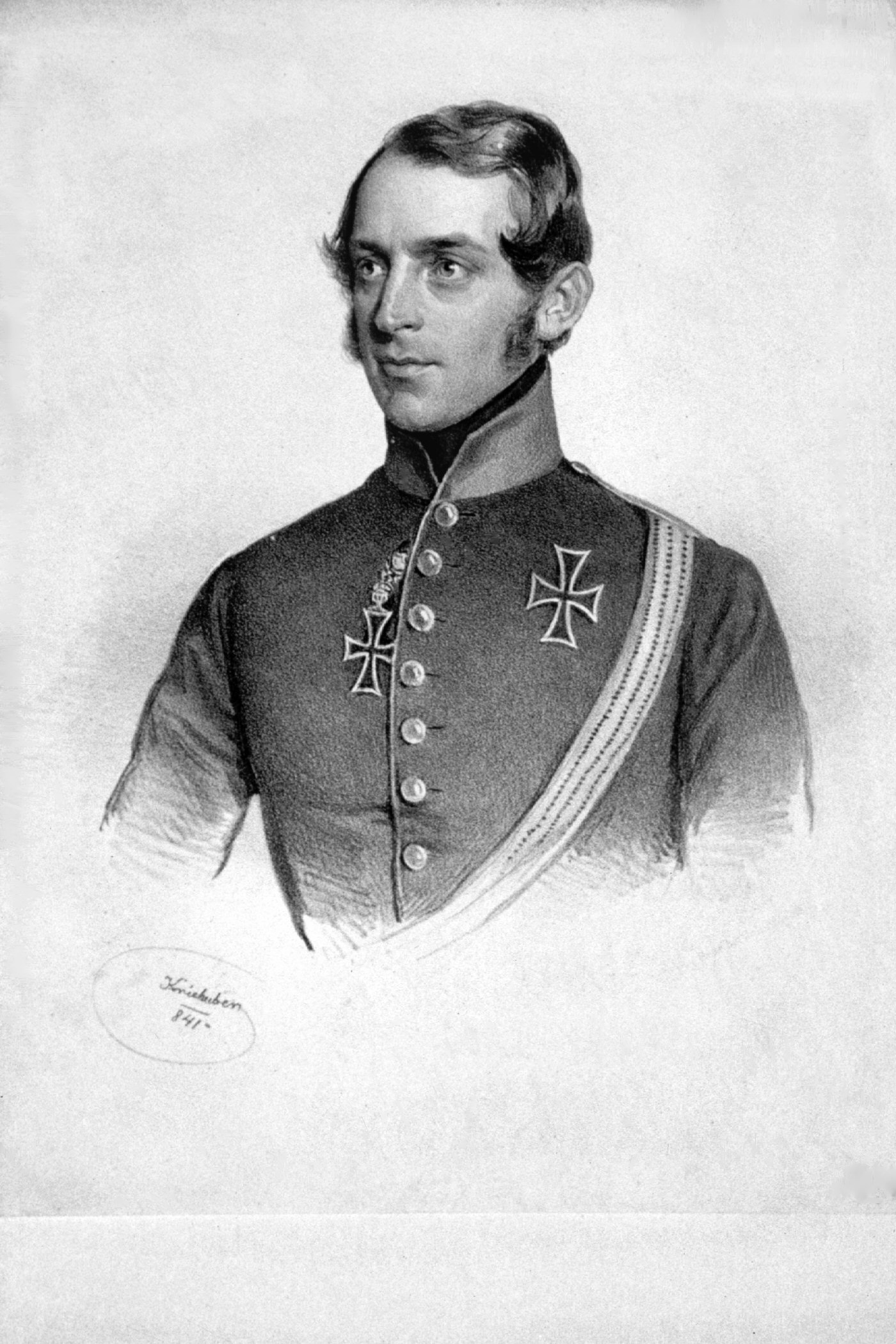
Al 5º Corpo austriaco di Philipp von Stadion fu affidata la ricognizione su Voghera che porterà alla battaglia di Montebello.

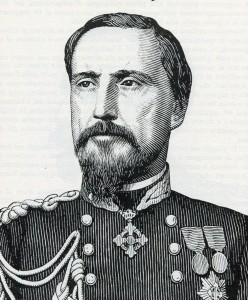
Il colonnello Maurizio Gerbaix de Sonnaz fu il comandante della cavalleria piemontese a Montebello.

A Vienna, intanto, l’imperatore d’Austria Francesco Giuseppe, informato della condotta temporeggiatrice di Gyulay, ordinò al suo aiutante di campo, Karl Ludwig von Grünne (1808-1884), di ottenere dal suo generale un comportamento più aggressivo. Ci fu quindi un severo scambio di lettere fra Grünne e Gyulay che, per il 20 maggio 1859, dispose un’avanzata allo scopo di rendersi conto della consistenza delle truppe nemiche.
Il piano austriaco prevedeva una robusta ricognizione dal Lombardo-Veneto partendo con la maggior parte delle truppe dal caposaldo di Vaccarizza, poco a sud-est di Pavia alla confluenza tra il Po e il Ticino. Un’altra colonna sarebbe partita da Broni a sud del Po, presso Stradella. Gli austriaci dovevano dirigersi verso sud-ovest, raggiungere Casteggio e con forza proseguire verso Voghera. Da qui Gyulay avrebbe dovuto capire le intenzioni dei franco-piemontesi e stabilire se avessero intenzione di passare il Po da sud per attuare il famoso “avvolgimento strategico”.
Gli storici hanno criticato questo piano, considerando che da un’azione del genere non si potevano ottenere informazioni così particolareggiate. Per una semplice ricognizione, inoltre, 21 000 fanti, 1 150 cavalleggeri e 72 cannoni risultavano troppi, mentre per un'azione aggressiva troppo pochi. Si trattò quindi di una decisione non ponderata di Gyulay che probabilmente volle dimostrare al suo imperatore che aveva preso in qualche modo l’iniziativa contro il nemico.
Lo stesso atteggiamento dovette avere il generale austriaco Philipp von Stadion quando al suo 5º Corpo fu affidata l’azione su Voghera. Alla notizia, che poi si rivelò infondata, che gli alleati avevano occupato Casteggio, Stadion concentrò lì la fase iniziale della sua manovra disponendo le sue forze su tre colonne. La colonna che procedeva da Broni, che era quella più vicina all'obiettivo e costituiva l’ala sinistra dell’avanzata, arrivò però molto prima: la mattina del 20 maggio. Si trattava dell’avanguardia della divisione austriaca del generale Karl von Urban che trovò Casteggio sgombra. Dopo aver occupato il paese, gli austriaci, nonostante fossero attaccati dalla cavalleria piemontese, avanzarono più a sud-ovest e occuparono anche Montebello e Genestrello giungendo a 6 chilometri da Voghera, meta finale dell’azione.

### Lo scontro di Genestrello
Le altre due colonne austriache che si erano incamminate da Vaccarizza arrivarono molto più tardi nella zona di Casteggio e alle 14 Stadion decise di farle riposare fino al giorno dopo. In questo modo lo spiegamento austriaco si presentava sparpagliato su un territorio abbastanza vasto, anche con unità scollegate fra loro. Tentò di approfittarne il generale Élie Frédéric Forey del 1º Corpo francese che con la sua divisione era in avanscoperta a Voghera. Appreso che gli austriaci avanzavano da Casteggio, attaccò senza indugio poco dopo le 14 e impegnò il nemico a Genestrello. Nell’azione era appoggiato dalla brigata di cavalleria piemontese del colonnello Maurizio Gerbaix de Sonnaz, composta da 10 squadroni dei reggimenti "Aosta", "Novara" e "Monferrato". Fu quindi a Genestrello che gli austriaci trovarono la prima, consistente, resistenza alleata: l’84º Reggimento francese e la cavalleria piemontese, che a seguito dello spiegamento delle forze superiori di Urban e ai suoi ripetuti attacchi dovettero poi cedere. Dopo aver riordinate tutte le sue truppe, Forey assalì massicciamente la prima colonna austriaca che finalmente fu costretta a fermarsi.

### Lo scontro di Montebello

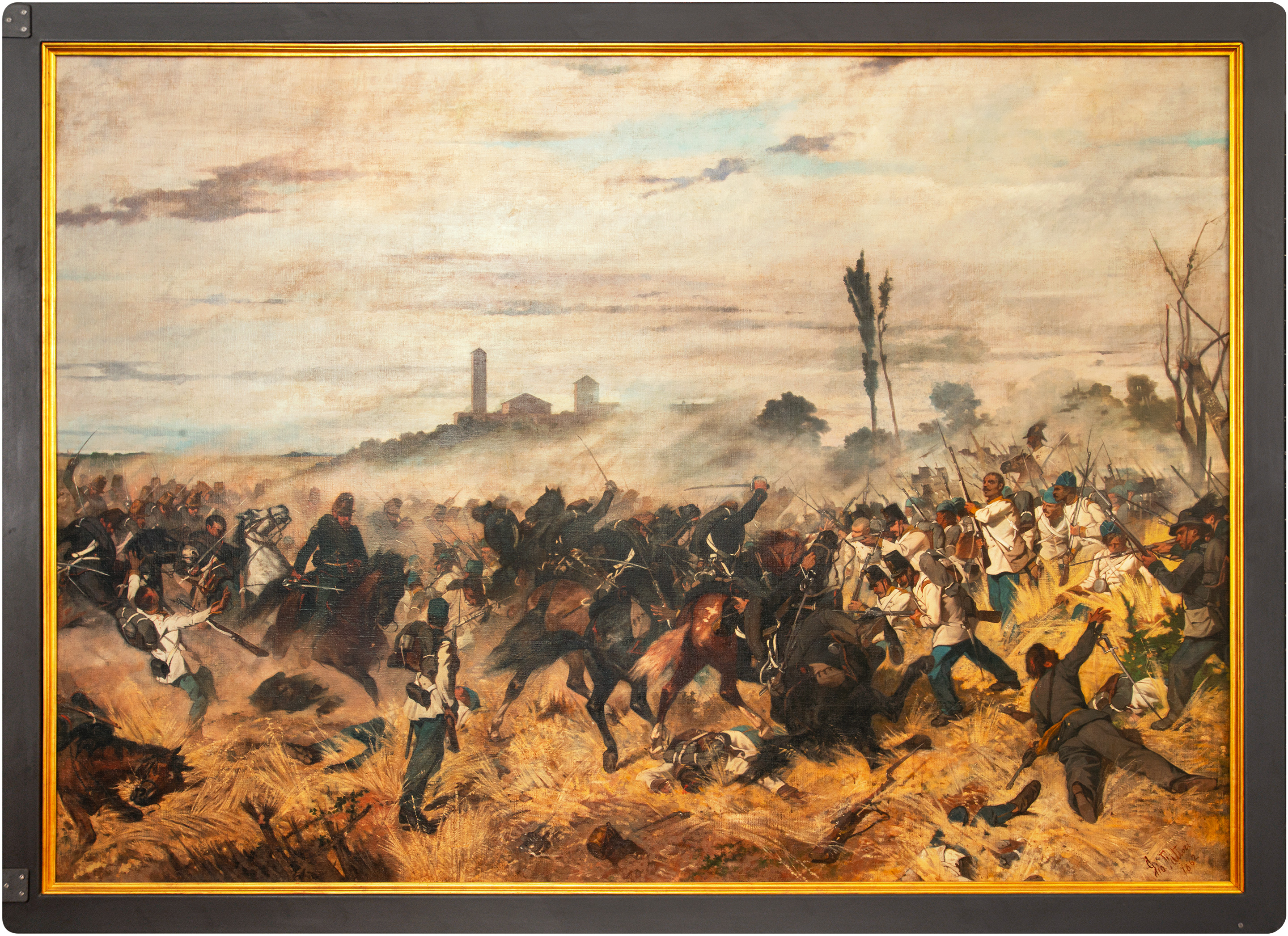
Nella battaglia di Montebello fu decisiva l’azione della cavalleria piemontese.

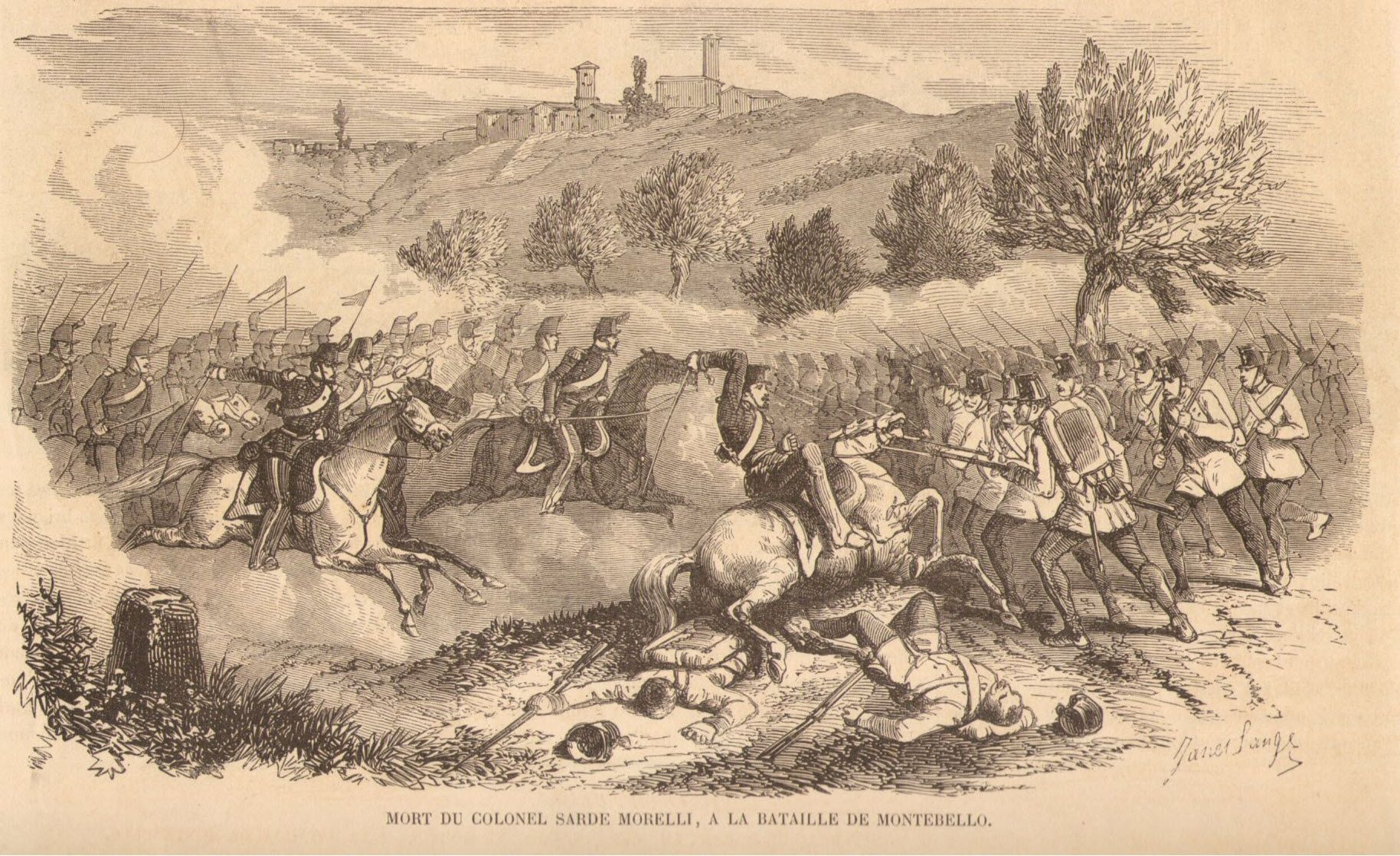
Una carica della cavalleria piemontese a Montebello: il colonnello Tomaso Morelli di Popolo viene ferito a morte.

Accortosi del pericolo, Stadion fece disporre la colonna già impegnata a protezione di Montebello, ma i francesi, più abili tatticamente, attaccarono ancora gli austriaci che erano affaticati e disorientati. A questo punto le forze che avanzavano sulla destra dello schieramento di Stadion avrebbero potuto sostenere quelle a Montebello. Tali forze, tuttavia, furono mal condotte e non riuscirono a fornire un valido aiuto, venendo bloccate facilmente dall’ala sinistra francese e dalla cavalleria piemontese.
A Montebello, intanto, dove gli austriaci si erano barricati soprattutto nel perimetro del cimitero, divampava un combattimento accanito. I francesi si lanciavano in ripetuti attacchi alla baionetta assalendo il paese in collina senza curarsi del percorso sotto l’intenso fuoco nemico. Gli austriaci contrattaccarono energicamente e avvennero furiosi combattimenti all’interno di Montebello, nelle vie, corpo a corpo, nei cortili dei palazzi e dentro le abitazioni.
Stadion in persona comandava le sue truppe che inizialmente riuscirono sempre a riconquistare le posizioni perdute. Dopo un’ora di notevoli sforzi, però, gli austriaci accusarono la superiorità tecnica del nemico e cominciarono a ritirarsi. Il ripiegamento si fece sempre più affettato e Stadion fu costretto a sgomberare Genestrello, Montebello e Casteggio, anche perché giungeva in soccorso della divisione francese di Forey quella del generale François Achille Bazaine. Stadion ordinò quindi la ritirata su Vaccarizza e Stradella. Il combattimento era finito; la prima battaglia della guerra vedeva la vittoria alleata.
I francesi preferirono non inseguire gli austriaci poiché il comandante del 1º Corpo, Achille Baraguey d'Hilliers, non lo giudicò prudente, dato che le forze in campo erano pur sempre a favore del nemico. Anzi, lasciati a Montebello alcuni reparti della cavalleria piemontese, decise di ritirare le sue truppe a Voghera.

## Perdite e conclusioni

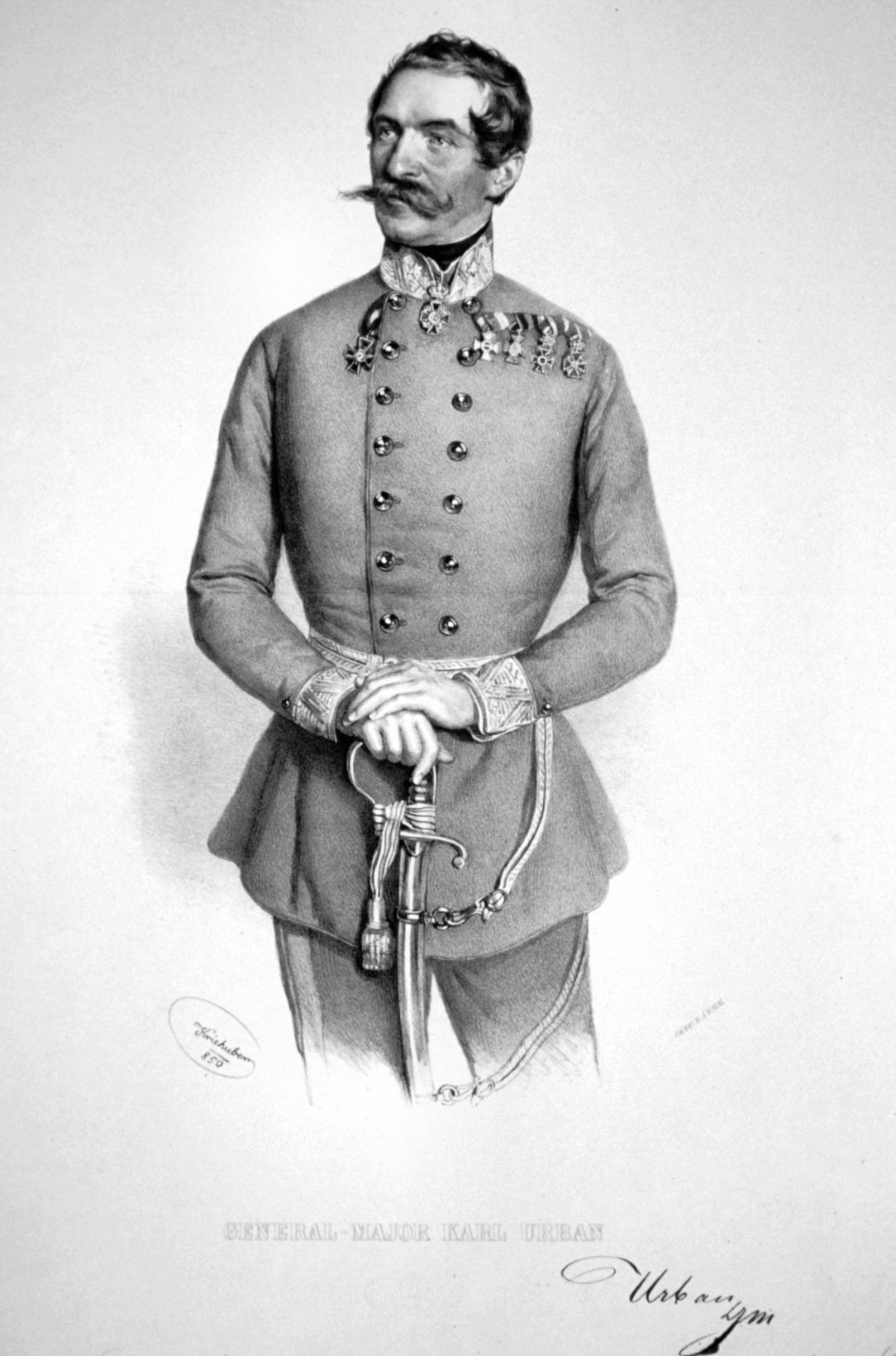
La divisione del generale austriaco Karl von Urban contrastò invano il contrattacco franco-piemontese.

Francesi e piemontesi avevano impegnato 6 800 fanti, 800 cavalleggeri e 12 cannoni. Tali forze corrispondevano approssimativamente a un terzo di quelle austriache. Le perdite furono di 92 morti, 529 feriti e 69 prigionieri francesi, 17 morti, 31 feriti e 3 dispersi piemontesi, e 331 morti, 785 feriti e 307 dispersi o prigionieri austriaci. Caddero valorosamente il tenente colonnello Tomaso Morelli di Popolo e il comandante della brigata alla quale apparteneva l’84º Reggimento francese, il generale Georges Beuret (1803-1859).
Sulla sconfitta austriaca pesò lo scoordinamento e l’indecisione delle truppe, molte delle quali, come anche la cavalleria e l’artiglieria, non furono pressoché utilizzate. L’esitazione del comando di Gyulay si può spiegare con il pericolo avvertito di una consistente azione alleata più a nord, sul lato del Po. Ciò che costrinse gli austriaci alla cautela e a tenere di riserva numerose risorse. Fra le cause dello stallo austriaco potrebbe anche esserci il timore di una rivolta della popolazione locale. Sia secondo la relazione ufficiale italiana che secondo quella austriaca, centinaia di volontari si trovarono a difesa di Casteggio e contadini armati con falci e forconi appoggiarono le incursioni della cavalleria piemontese. Si parla anche di volontari colti armati e fucilati dagli austriaci. L’episodio più eclatante del genere fu probabilmente quello della strage della famiglia Cignoli presso Casteggio, avvenuto lo stesso giorno della battaglia.
D’altro canto la fanteria francese dimostrò un vigore e una tattica lodevoli; mentre la cavalleria leggera piemontese, agendo in avanscoperta e attaccando il nemico per sei ore, diede un ammirevole saggio di cooperazione fra le armi.
Nonostante la sconfitta, il generale Gyulay relazionò l’Imperatore parlando del successo della sua ricognizione che aveva affrontato 40 000 fra piemontesi e francesi. Con tale azione aveva scoperto che gli alleati miravano a Piacenza e che le decisioni prese erano corrette. Era completamente fuori strada: gli alleati attaccheranno molto più a nord, con una manovra avvolgente su Vercelli e Novara che determinerà le battaglie di Palestro e di Magenta, ulteriori sconfitte per gli austriaci.

## Commemorazioni
Ogni anno a Montebello il 20 maggio la battaglia viene ricordata tramite una processione per le vie del paese che termina all'ossario della "Bell'Italia". A questa partecipano anche i Lancieri di Montebello con una rappresentanza.
Il 3 giugno 1859 Giosuè Carducci dedicò alla vittoria una poesia intitolata Montebello.
A livello locale, il poeta dialettale vogherese Alessandro Maragliano pubblicò in una sua raccolta del 1904 una serie di sedici sonetti dedicati alla battaglia e intitolata Ra bataja d' Mountebèel.